# Timor Oriental en los Juegos Olímpicos de Atenas 2004
Timor Oriental estuvo representado en los Juegos Olímpicos de Atenas 2004 por dos deportistas, un hombre y una mujer, que compitieron en atletismo.
La portadora de la bandera en la ceremonia de apertura fue la atleta Aguida Amaral. El equipo olímpico timorense no obtuvo ninguna medalla en estos Juegos.